# Chi (litera)
Chi (st.gr. χῖ, nw.gr. χι, pisana Χχ) – dwudziesta druga litera alfabetu greckiego. W greckim systemie liczbowym oznacza liczbę 600.

## Użycie jako symbolu

### Χ
Majuskuły chi nie używa się jako symbolu, ponieważ wygląda ona tak samo jak łacińska litera X.

### χ
- charakterystyka Eulera
- funkcja charakterystyczna zbioru

## Kodowanie
W Unicode litera jest zakodowana:
| Znak | Unicode | Kod HTML                      | Nazwa unikodowa          | Nazwa polska             |
| ---- | ------- | ----------------------------- | ------------------------ | ------------------------ |
| Χ    | U+03A7  | &Chi; lub &#x03A7; lub &#935; | GREEK CAPITAL LETTER CHI | wielka litera grecka chi |
| χ    | U+03C7  | &chi; lub &#x03C7; lub &#967; | GREEK SMALL LETTER CHI   | mała litera grecka chi   |

W LaTeX-u używa się znacznika:
| Znak                         | LaTeX |
| ---------------------------- | ----- |
| {\displaystyle \mathrm {X} } | \Chi  |
| {\displaystyle \chi }        | \chi  |